# ترول

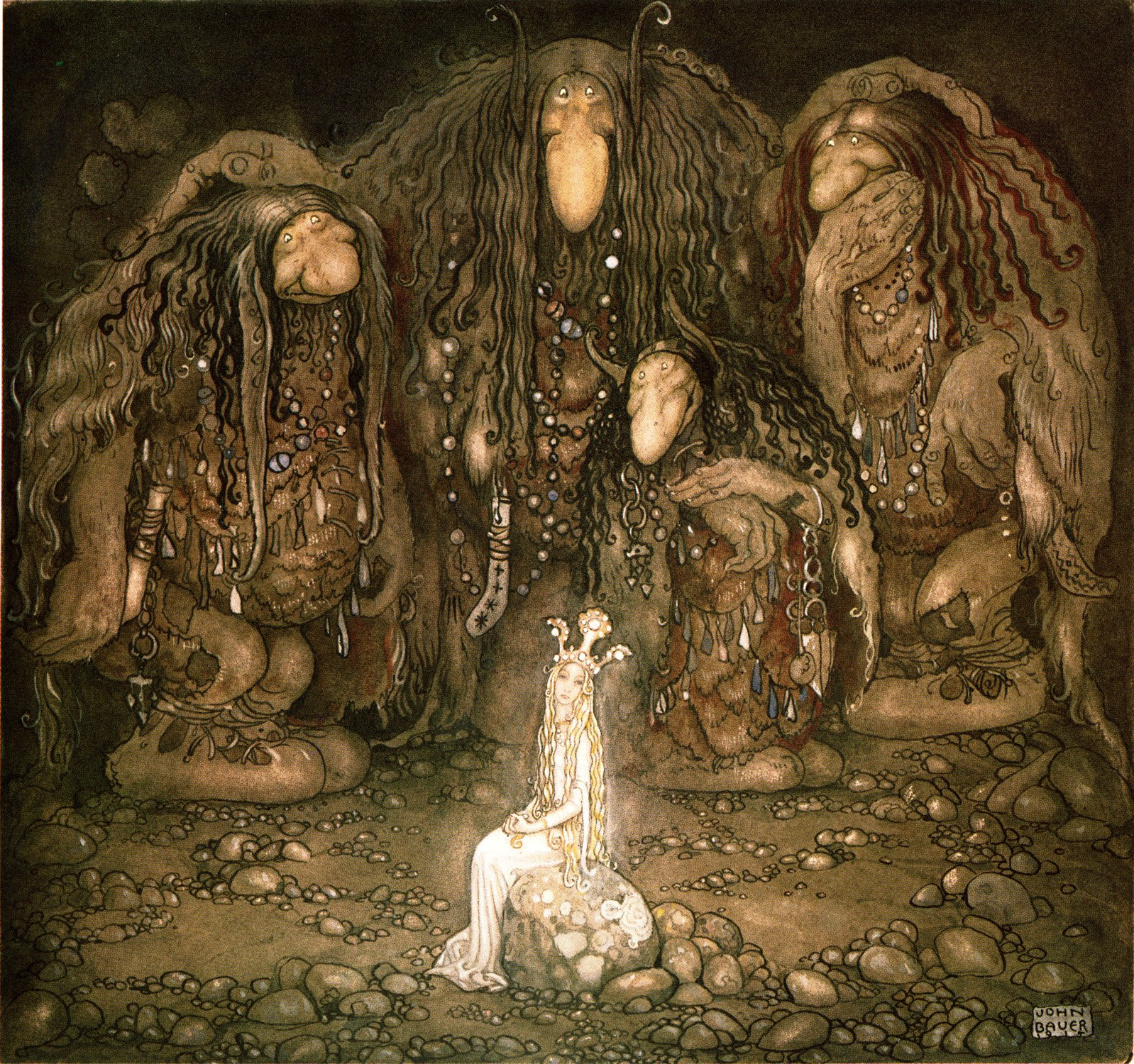
لوحة "الجبابرة والأميرة المخطوفة" بريشة الرسّام السويدي جون باور، 1915.

الترول (بالإنجليزية: Troll)‏ هم فئة من الكائنات في الأساطير النوردية والفلكلور الاسكندنافي. وصفت هذه الكائنات في المصادر النوردية القديمة بأنها تسكن في الصخور المعزولة والجبال والكهوف، وهي تعيش معا في وحدات عائلية صغيرة، ونادرا ما تساعد البشر أو تكون مفيدة لهم.
في الفولكلور الاسكندنافي اللاحق، أصبح لكائنات الترول وجودها الواضح في الحكايات، حيث يعيشون بعيدا عن مساكن البشر، وهي ليست مسيحية، وتعتبر خطرا على البشر. يختلف مظهرها اختلافا كبيرا بالاعتماد على المصدر؛ قد يكون الترول قبيحين وبطيئي الفهم، أو قد تبدو أشكالهم وتصرفاتهم مثل البشر تماما دون وجود خاصية غريبة فيهم.
ويرتبط الترول أحيانا بمعالم وتضاريس معينة، وفي بعض الأحيان يمكن تفسيرها بأنها تشكلت من ترول تعرض لأشعة الشمس. تم تصوير هذه الكائنات في الثقافة الشعبية الحديثة في مجموعة كبيرة ومتنوعة من البرامج الإعلامية.

## أصل الكلمة
تظهر كلمة ترول بتهجئة troll أو tröll في النوردية القديمة (وقد تعني شيطان أو عفريت أو مستذئب) ومن الألمانية العليا الوسطى troll أو trolle وتعني العفريت (ومن المرجح أنها أتت من النوردية القديمة وفقا لعالم اللغات فلاديمير أوريل) وأنها أتت من الكلمة البروتو جرمانية trullan. أصل الكلمة البروتو جرمانية غير معروف. بالإضافة إلى ذلك، فإن فعل trylla من النوردية القديمة يمعني «يسحر، يتحول إلى ترول»، والفعل trüllen من الألمانية الوسطى «يرفرف» كلاهما أتى من الفعل البروتو الجرماني trulljanan وهي مشتقة من كلمة trullan.